# Марович, Йована
Йована Марович (черног. Jована Маровић / Jovana Marović; род. 10 октября 1977, Котор, Югославия) — черногорский политический и государственный деятель, политолог и феминистка. В прошлом — заместитель президента гражданского движения «Объединённое реформистское действие» (URA), заместитель председателя правительства по внешней политике, европейской интеграции и региональному сотрудничеству и министр европейских дел Черногории (2022).

## Биография
Родилась 10 октября 1977 года в Которе в СФРЮ.
Окончила среднюю школу в Которе. Училась на кафедре международных и европейских исследований факультета политических наук Белградского университета, где в 2012 году получила докторскую степень (PhD), защитив диссертацию «Структурные проблемы демократии в политической системе Европейского Союза».
С 2004 по 2007 год Йована работала советником по делам Европейского Союза в Министерстве иностранных дел. Затем работала с 2007 по 2008 год советником по международным отношениям и европейской интеграции в кабинете мэра общины Будвы.
С 2010 по 2016 год работала в научно-исследовательском центре Institute Alternative, сначала старшим научным сотрудником, а затем координатором исследований. Она координировала исследовательскую деятельность в рамках нескольких проектов, связанных с верховенством закона, реформой государственного управления и борьбой с коррупцией. В 2016 году она была специальным советником министра труда и социальной защиты, а с 2016 по 2021 год работала исполнительным директором исследовательского центра Politikon Network, аналитического центра в Подгорице.
Преподавала и занималась коучингом. Преподавала в различным программах Regional School of Public Administration (ReSPA) и фонда European Fund for the Balkans. Работала консультантом в проектах Всемирного банка, CARE, Программы СИГМА Организации экономического сотрудничества и развития (ОЭСР), Вестминстерского фонда за демократию. Является автором более 50 аналитических материалов и практических политических предложений, в том числе отчетов Freedom House по Черногории за 2014, 2015, 2016 и 2020 годы. Её научные работы опубликованы в сборниках таких издательств, как факультет политических наук Белградского университета, Routledge и Peter Lang.
С марта 2012 года по декабрь 2020 года она была членом переговорной рабочей группы правительства Черногории по главе 23 «Юстиция и основные права» Свода правил ЕС в рамках подготовки к вступлению Черногории в Европейский союз. С января 2015 года по июль 2021 года являлась членом группы The Balkans in Europe Policy Advisory Group (BiEPAG), совместной инициативы Грацского университета и European Fund for the Balkans.
28 апреля 2022 года назначена заместителем председателя правительства по внешней политике, европейской интеграции и региональному сотрудничеству и министром европейских дел Черногории в правительстве под председательством Дритана Абазовича. 20 августа Скупщина Черногории вынесла вотум недоверия правительству 50 голосами против 1. 25 ноября Йована Марович подала в отставку. Она также подала в отставку с должности заместителя президента гражданского движения URA.